# Karoline Dyhre Breivang
Karoline Charlotte Dyhre Breivang, född 10 maj 1980 i Oslo, är en norsk före detta handbollsspelare.

## Klubbkarriär
Klubbkarriären inledde hon i Hosle IL och spelade sedan för Stabæk IF till 2005. Hon representerade sedan Larvik HK under åren 2005-2017. Dyhre Breivang vann Champions League 2011 och EHF:s cupvinnarcupen 2008 med Larvik HK. Hon vann tolv seriemästerskap (=norska ligatitlar) och tio norska mästerskap (= norska cupen) med Larvik HK. Breivang var framför allt duktig som försvarsspalare.

## Landslagskarriär
Från år 2000 till 2015 spelade hon 305 landskamper för Norges damlandslag, vilket är flest genom tiderna. Hon var bland annat med och vann två OS-guld, ett VM-guld 2011 och fem EM-guld 2004, 2006, 2008, 2010 och 2014. Hon tog också VM-silver 2007, VM-brons 2009 och EM-silver 2012. Under åren  2000-2014 gjorde hon 475 mål i landslaget. Bara Katrine Lunde  har spelat lika många landskamper. Hon var lagkapten i landslaget från  2013 till 2014. Karoline Dyhre Breivang tog OS-guld i damernas turnering i samband med de olympiska handbollstävlingarna 2008 i Peking.Hon tog sedan även OS-guld i damernas turnering i samband med de olympiska handbollstävlingarna 2012 i London.

## Hedersbevisninger
- Hon tilldelades priset som årets lagspelare på Idrottsgalan 2012,
- Hon fick Handballstatuetten av Norges Håndballforbund  2019.